# سایبالی
سایبالی (ارمنی: Սայբալը؛ ترکی آذربایجانی: Saybalı) یک منطقهٔ مسکونی در جمهوری آرتساخ است که در استان آسکران واقع شده‌است.